# 제2차 세계 대전 중 독일의 벨기에 점령
제2차 세계 대전 중 벨기에의 독일 점령은 1940년 5월 28일 벨기에군이 독일군에 항복하고 1944년 9월과 1945년 2월 사이에 서방 연합군에 의해 벨기에가 해방될 때까지 지속되었다. 30년도 안 되어 독일은 벨기에를 두번째로 점령한 것이다. 침략이 성공한 후 벨기에에 군사 정권이 수립되었고, 이로 인해 벨기에는 독일 국방군(Wehrmacht)의 직접 통치 하에 놓였다. 수천명의 벨기에 군인들이 전쟁 포로로 잡혔고 많은 군인들은 1945년까지 석방되지 못 했다. 독일 정부는 전쟁 물자 확보를 위해 영토에서 자원을 수탈하는 한편 질서 유지라는 목표를 수행했다. 그들은 점령자들과의 제한된 협력이 벨기에의 이익에 가장 적은 손해를 가져올 것이라고 믿는 벨기에 민간 서비스의 도움을 받았다. 전쟁 전에 창설된 플랑드르와 왈롱의 벨기에 파시스트 정당들은 점령군과 훨씬 더 적극적으로 협력했다. 그들은 독일군의 벨기에인들을 모집하는데 도움을 주었고 점령이 끝날 무렵에는 더 많은 권력을 얻었다. 식량과 연료는 엄격히 배급되었고 모든 공식 뉴스는 철저히 검열되었다.
1942년부터 그 직업은 더욱 억압적이 되었다. 잠재적 정치적 반대에 대한 조치가 취해지면서 유대인들은 집단수용소에 대한 조직적인 박해와 추방을 겪었다. 격렬한 항의에도 불구하고, 독일인들은 벨기에 시민들을 독일의 공장에서 일하기 위해 추방했다. 한편 1940년 말에 형성된 벨기에 저항은 크게 확장되었다. 1944년부터, SS와 나치 당은 벨기에에서 훨씬 더 큰 지배권을 얻었는데, 특히 군부가 7월에 나치 민간 정부인 라이크콤미세리아 벨기에-노드프랑크라이히로 대체된 이후 더욱 그러하다. 1944년 9월, 연합군은 벨기에에 도착했고, 재빨리 나라를 가로질러 이동했다. 그 해 12월, 비록 그곳의 협력주의 지도자들이 이미 독일에서 망명 중이었고 그 지역에서의 독일 통제는 사실상 존재하지 않았지만, 그 영토는 나치 독일에 통합되었다. 벨기에는 1945년 2월에 완전히 해방되었다고 선언되었다. 총 40,690명의 벨기에인(그들 중 절반 이상이 유대인이었다)이 점령 기간 동안 살해되었고 그 나라의 전쟁 전 국내총생산(GDP)은 8% 감소했다.